# 櫻井美優
櫻井 美優（さくらい みゆ、1987年2月10日 - ）は、日本のAV女優。
趣味：ネイルアート。  

## 略歴
- 2007年1月に『ME & YOU 美優のお披露目エッチ』でアリスJAPANからデビュー。
- 2007年9月に『初セル』でMOODYZに移籍しセルデビュー。

## 作品

### アダルトビデオ
2007年
- ME & YOU 美優のお披露目エッチ 櫻井美優（2007年1月19日、アリスJAPAN）
- 愛と追憶のハードコアいとしのローラ 櫻井美優（2007年2月16日、アリスJAPAN）
- 花芯に甘い蜜 櫻井美優（2007年3月16日、アリスJAPAN）
- 拘束されてエクスタシー 櫻井美優（2007年4月20日、アリスJAPAN）
- 着モロ★穴セレブ 櫻井美優（2007年5月18日、アリスJAPAN）
- エロティックFUCKフィーバー 櫻井美優（2007年6月15日、アリスJAPAN）
- 初セル 櫻井美優（2007年9月13日、MOODYZ）
- 黒人とセックス 櫻井美優（2007年10月13日、MOODYZ）
- ハイパーデジタルモザイクVol.071 櫻井美優（2007年11月13日、MOODYZ）
- ザーメンぶっかけゴックン汚辱レイプ 櫻井美優（2007年12月13日、MOODYZ）

2008年
- 真性中出し 櫻井美優（2008年1月13日、MOODYZ）
- THE BEST of MOODYZ デカ黒チンポに喘ぎまくる黒人FUCK4時間（2008年3月1日、MOODYZ)
- 挿入部ばかり集めましたハイパーデジタルモザイク36人4時間（2008年6月13日、MOODYZ)
- 美尻をガンガン突きまくり！野獣FUCK4時間（2008年10月13日、MOODYZ)
- 黒人チンポでフェラチオとSEX4時間（2008年10月13日、MOODYZ)

## 出演
- 桃のふくらみ（MONDO TV）

## 外部サイト
※以下は、18禁サイト
- 櫻井美優 - X CITY AVアイドル名鑑
- アリスJAPAN 女優詳細 櫻井美優
- MOODYZ 櫻井美優